# Déli boglárka
A déli boglárka (Leptotes pirithous) a boglárkalepke-félék családjába tartozó, Dél-Európában, Nyugat-Ázsiában és Afrikában elterjedt lepkefaj. Egyéb elnevezései: keleti boglárka, trópusi boglárka, keleti farkosboglárka.

## Megjelenése
A déli boglárka szárnyfesztávolsága 2,5-2,8 cm. A hím szárnyainak felső oldala liláskék és rajzolat nélküli, a nőstényé szürkésbarna, a tövében ibolyáskék és áttetszik a fonák rajzolata, középen sötétebb pettyek lehetnek. A szárnyak fonákja barnával márványozott hamvasfehér; a barna harántcsíkok viszonylag szélesek. A hátsó szárny peremén vékony hosszú nyúlvány (ún. farkinca) található; ennek két oldalán a szárny fonákjának szélén két jól kirajzolódó fekete, aranyszegélyű, kerek folt látszik, amelyek egy jóval halványabb foltsorhoz tartoznak.
Változékonysága nem számottevő.
Hernyója zöldes-barnás, sötét hátvonallal és oldalán ferde sávozással.

### Hasonló fajok
A vándorboglárka hasonlít hozzá.  

## Elterjedése
Dél-Európában, Nyugat-Ázsiában és Afrikában honos. Közép-Európába és Magyarországra csak néhány kóbor példánya vetődik el, de rokonánál, a vándorboglárkánál érzékenyebb a hideg éghajlatra.    

## Életmódja
Nyílt réteken, mocsarakban, ligeterdőkben, kiszáradt folyómedrekben, mezőgazdasági területeken egyaránt előfordul.    
Két nemzedéke április-júniusban és július-októberben repül. A nőstény különféle pillangósvirágúak (ritkábban füzény- és hangafélék) virágaira rakja petéit. A kikelő hernyó a virágzattal és az éretlen termésekkel táplálkozik.    

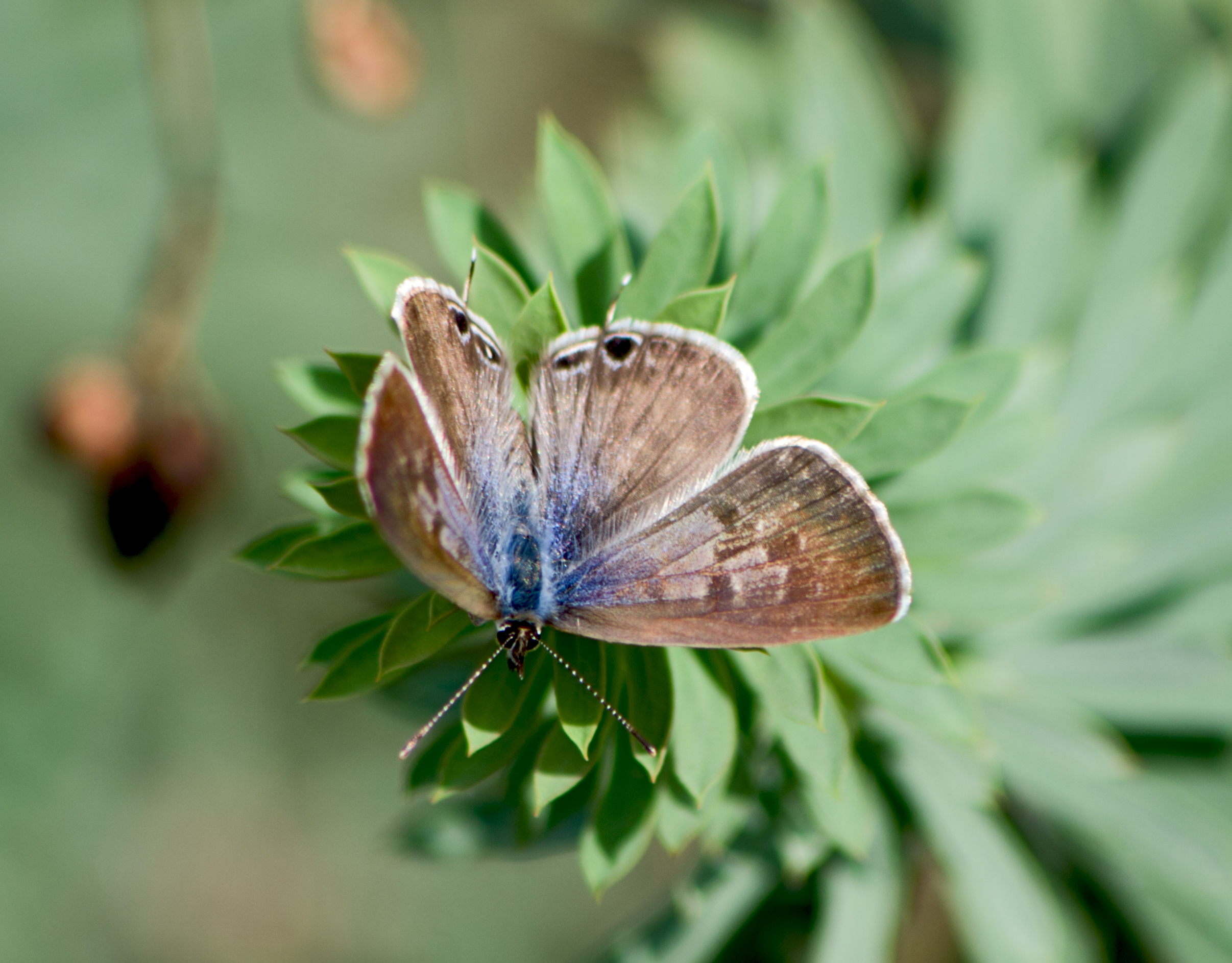
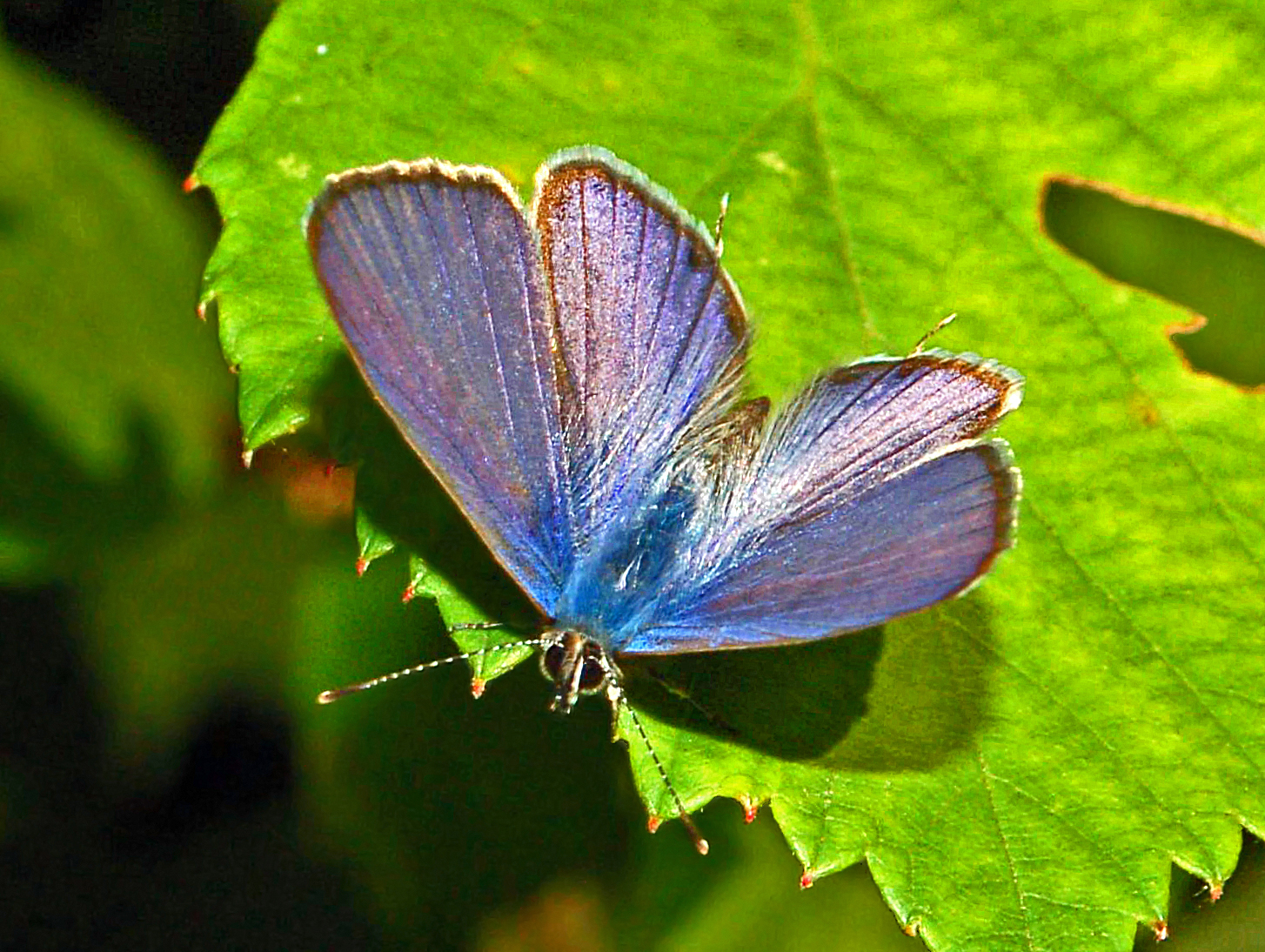
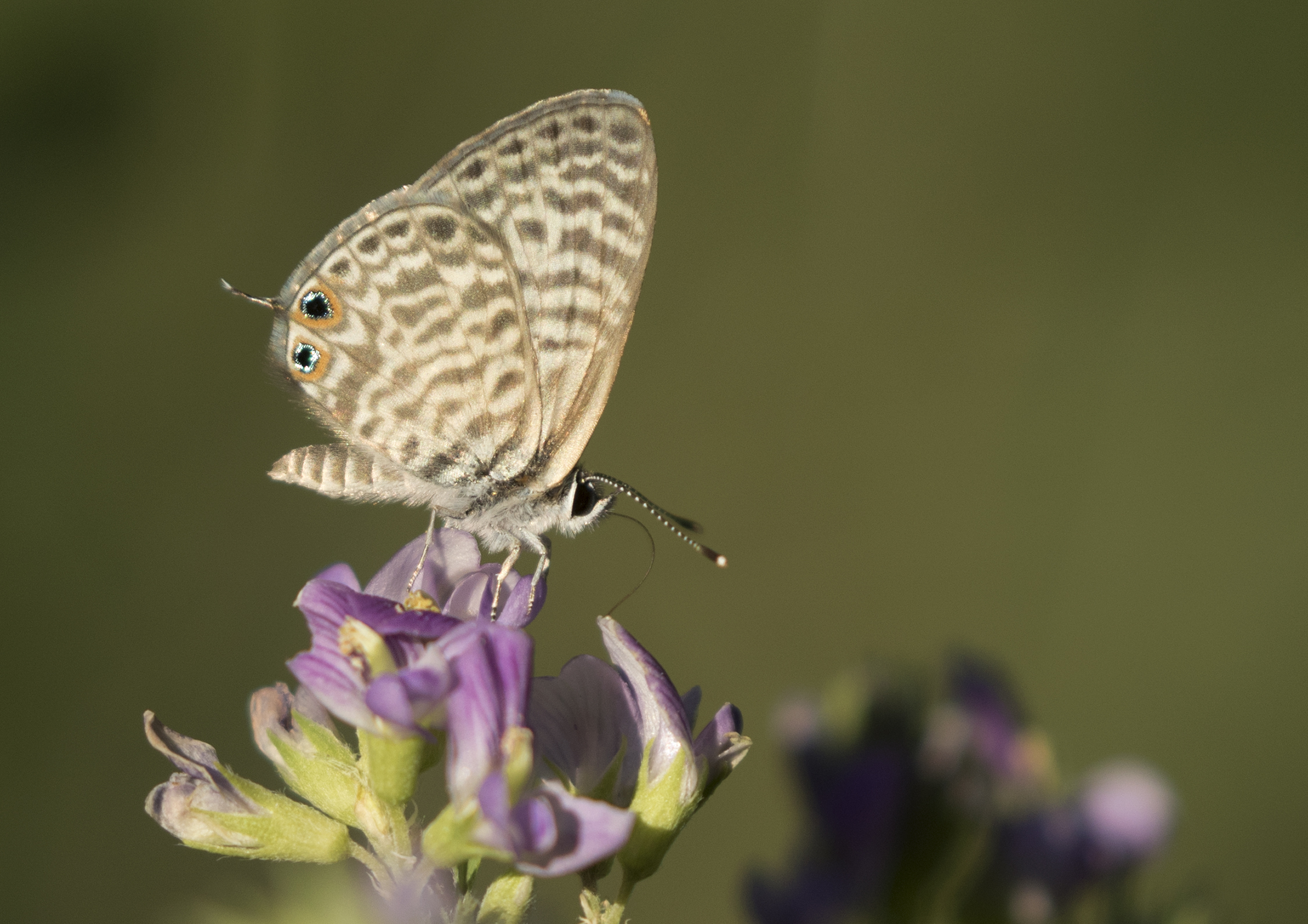
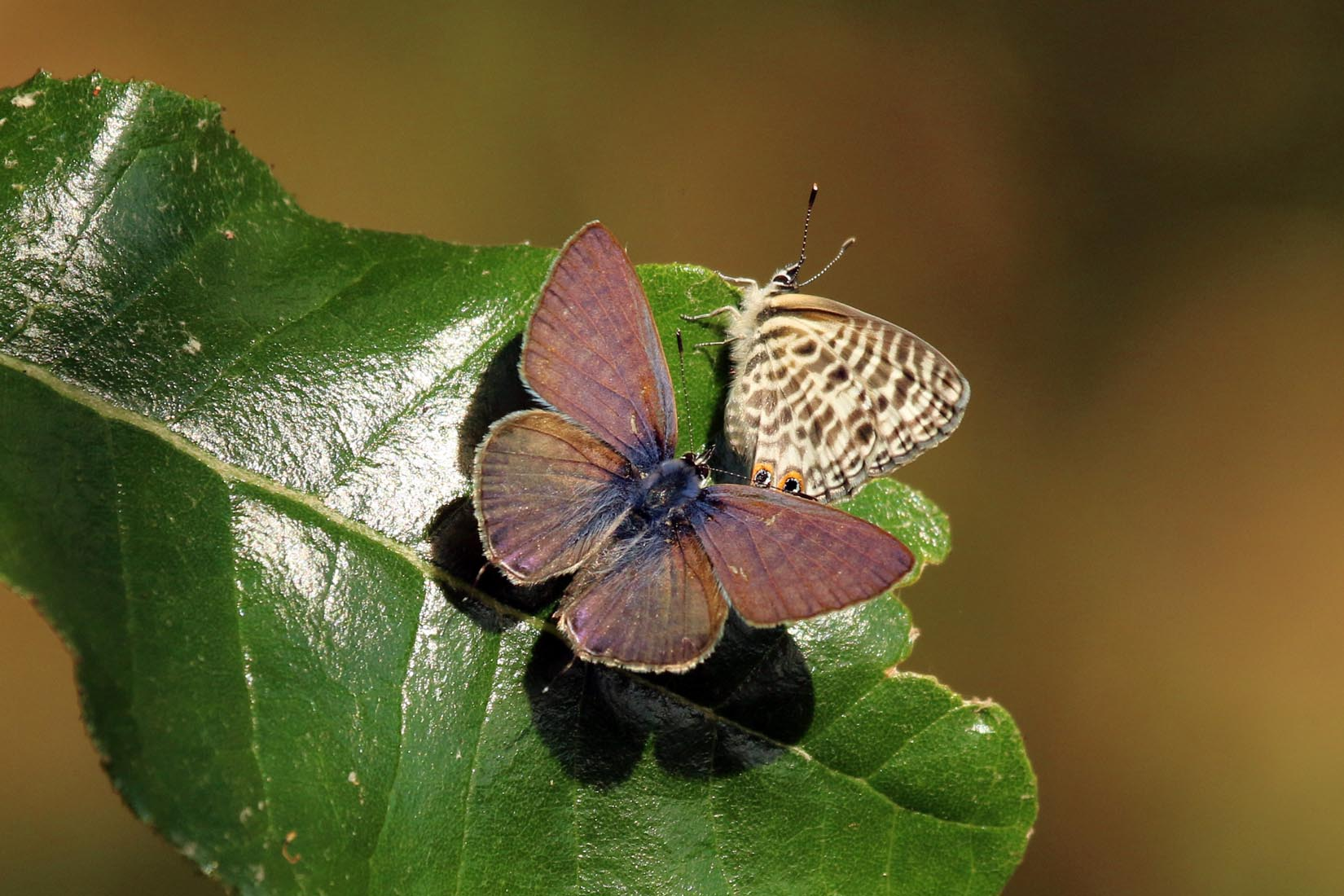

Magyarországon nem védett.